# 불로봉무동
불로.봉무동(不老.鳳舞洞)은 대한민국 대구광역시 동구의 행정동이다. 공식 동명에는 불로와 봉무 사이에 점이 있지만, 동주민센터에서는 점을 생략한 불로봉무동으로 표기하고 있다.
동의 남쪽에 대구국제공항과 팔공산IC가 있으며, 불로동 고분군이 유명하다. 북쪽으로 파군재삼거리를 통해 공산동과 연결되고, 2021년 2월 5일에 개통한 금호강변도로를 통해 북구 연경동으로도 접근이 가능하다. 파군재삼거리 봉무동공영차고지 상부로는 대구외곽순환고속도로가 건설되고 있다.

## 유래
- 불로동(不老洞) : 왕건이 동수 전투(일명: 공산 전투)에서 패하여 도주하다 이 지역에 이르자 어른들은 피난을 가고 어린아이들만이 남아 있어 붙여진 이름이다.
- 봉무동(鳳舞洞) : 봉무동 836번지 현 봉무정에 호를 구축하기 위하여 구덩이를 파니 땅 속에서 봉이 나와 북쪽으로 날아갔다 하여 봉이 춤추는 동이라고 불리었으며, 왕건이 앉았다는 독좌암에서 딴 이름 "독암" 금호강 동쪽마을이라는 강동마을과 단산, 위남 등의 자연부락으로 형성되어 있다.

## 법정동
- 봉무동 : 소위 이시아폴리스라고 불리는 지역이다. 영신초등학교,영신중학교,영신고등학교가 옛 봉무사격장 위치로 2006년에 이전해왔다. 2010년대 이전에는 소규모 촌락이었으나 이후 대규모 주거지구 및 산업지구가 조성되면서 인구가 급증했다.
- 불로동
- 지저동

## 역사
- 1895년 음력 윤5월 1일 대구부 대구군 해서부면 불로동/현상동/구성동, 봉무동/단산동/독암동/외남동[1]
- 1896년 8월 4일 경상북도 대구군 해서부면 불로동/현상동/구성동, 봉무동/단산동/독암동/외남동[2]
- 1910년 10월 1일 경상북도 대구부 해서부면 불로동/현상동/구성동, 봉무동/단산동/독암동/외남동
- 1914년 4월 1일 경상북도 달성군 해안면 불로동, 봉무동[3]
- 1940년 7월 1일 경상북도 달성군 동촌면 불로동, 봉무동
- 1958년 1월 1일 경상북도 대구시 불로동, 봉무동 (동촌출장소 관할)[4]
- 1963년 1월 1일 경상북도 대구시 동구 불로동, 봉무동 (동부출장소, 동촌출장소를 동구로 승격)[5]
- 1963년 1월 16일 재설치한 동촌출장소 관할[6]
- 1976년 8월 1일 동촌출장소가 시직할로 승격[7]
- 1980년 4월 1일 동촌출장소 폐지
- 1981년 7월 1일 대구직할시 동구 불로동, 봉무동[8]
- 1985년 12월 1일 행정동 불로동과 봉무동을 불로봉무동으로 통합
- 1995년 1월 1일 대구광역시 동구 불로봉무동
- 2020년 7월 6일 지저동 중 새만금포항고속도로 북쪽 지역을 편입하고, 불로동 중 공항로 남쪽 지역을 지저동으로 이관.[9]

## 주요 시설

### 교육
- 영신초등학교 (봉무동)
- 대구불로초등학교 (불로동)
- 대구봉무초등학교 (봉무동)
- 대구해서초등학교 (봉무동)
- 영신중학교 (봉무동)
- 볼로중학교 (불로동)
- 영신고등학교 (봉무동)
- 한국폴리텍대학 영남융합기술캠퍼스 (봉무동)
- 대구교육팔공산수련원 체육체험학습장 (지저동 / 구 해서초등학교)

### 주거
| 단지명          | 건설사         | 시행사 | 주소                       | 입주        | 비고 |
| --------------- | -------------- | ------ | -------------------------- | ----------- | ---- |
| 새들마을 청구   | ㈜청구산업개발 | ㈜청구 | 동구 팔공로 322-5 (봉무동) | 2001년 5월  |      |
| 불로 서한이다음 | ㈜서한         | ㈜서한 | 동구 공항로 148 (불로동)   | 2016년 11월 |      |

### 명소

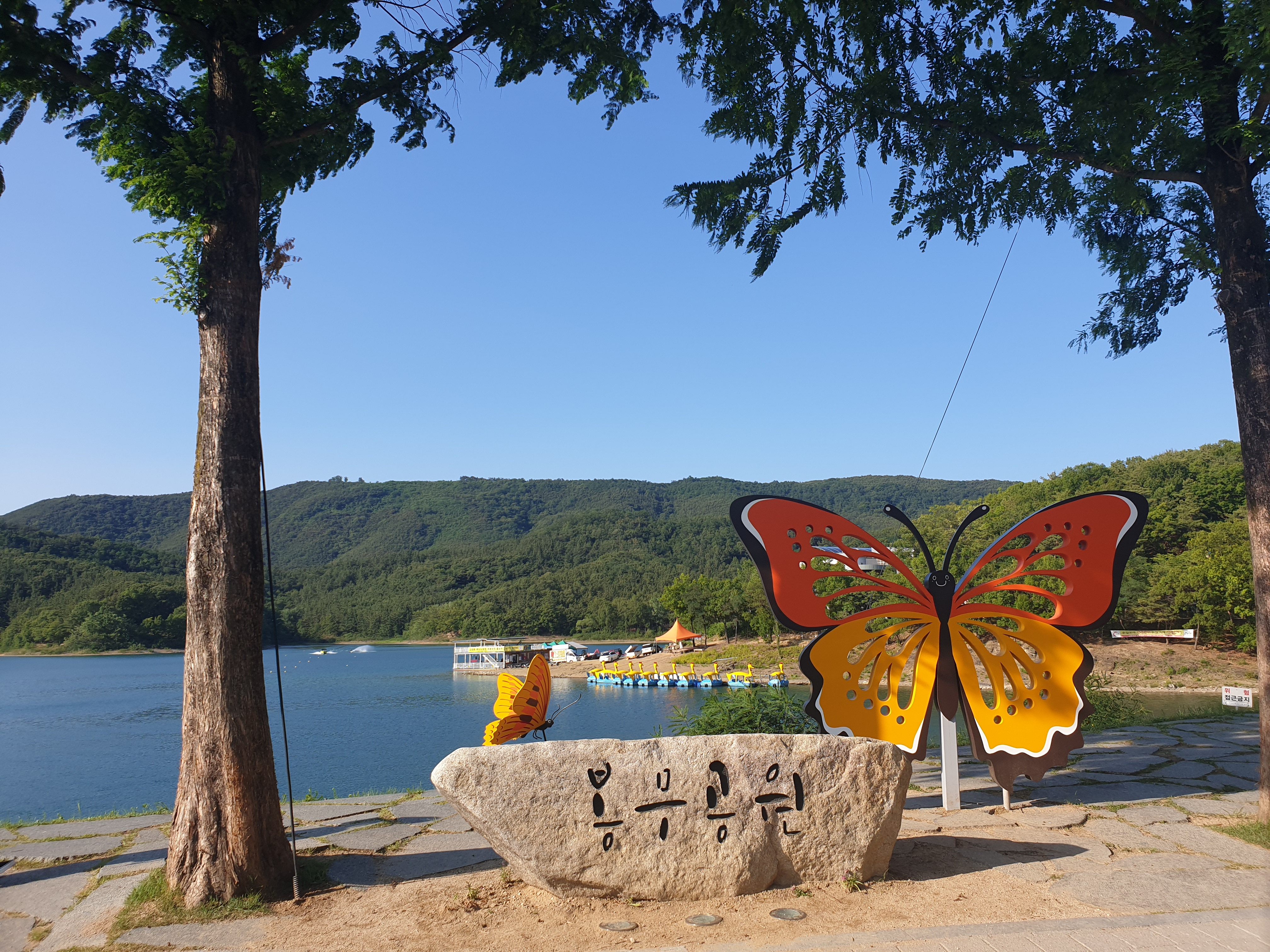
봉무공원

- 봉무공원